# Dounia Abdourahim
Dounia Abdourahim (17 de enero de 1992) es una jugadora de balonmano francesa. Juega para el club Siófok KC, y en la selección femenina de balonmano de Francia. Representó a Francia en el Campeonato Mundial de Balonmano Femenino de 2013 en Serbia.